# Màgic Andreu
Francesc Andreu Sabadell (Barcelona, 11 de juliol de 1948), conegut pel nom artístic de Màgic Andreu, és un il·lusionista català. És conegut per haver fet programes a TV3 com l'Això és massa presentat per ell. Les seves presentacions es basen a interaccionar amb el públic a través de l'humor.

## Biografia
Va néixer a Barcelona el 1948 i va fer 74 feines, entre d'altres, de monitor d'esquí i d'ensinistrador de gossos fins que es va dedicar a la màgia. Es va casar amb Marta Angelat i després amb Montserrat Gascó (de qui es va separar més tard), amb qui va tenir una filla el 1979. Al mateix any comença les actuacions en un restaurant de Blanes i a l'any següent ja actuava a teatres de Barcelona.
El salt a l'audiovisual el fa de la mà d'Àngel Casas, el qual el descobreix actuant en el restaurant La posada del dimoni i li proposa contractar-lo per entretenir els espectadors a plató a les pauses publicitaries. Més tard passaria al directe. El 1988 crea la seva pròpia productora. El 1989 fa el salt a la ràdio amb Màgica ràdio, màgic Andreu a Catalunya Ràdio i després va anar a TV3 amb Tres pics i repicó i el 1991 amb el seu programa propi La màgica màgia del Màgic Andreu. Altres programes varen ser: Això és massa i Màgic.
Des de 2004 actua a hospitals amb la seva filla, primer a la Vall d'Hebron i després al Clínic i a Sant Joan de Déu per a pacients d'oncologia, tot i que anteriorment ja havia fet clown als hospitals, fundant l'associació Somriures sense fronteres. Amb el nom d'Universal Magic ha actuat a diversos països, especialment a Katmandú, per gent afectada per la pobresa.
Ha fet classes a la Universitat Politècnica de Catalunya d'una assignatura que ell va inaugurar que tracta sobre l'il·lusionisme com a tècnica de comunicació. De família procedent de Bràfim, i on viu una part de l'any, ha fet en aquesta població dues edicions del festival Bràfim és màgia (la segona, el desembre del 2008).